# Juozas Žebrauskas
Juozas Žebrauskas (né le 31 août 1904 à Kaunas à l'époque dans l'Empire russe et aujourd'hui en Lituanie, et mort le 14 mai 1933) est un joueur de football international lituanien, qui évoluait au poste d'attaquant.

## Biographie

### Carrière en sélection
Juozas Žebrauskas reçoit cinq sélections en équipe de Lituanie, sans inscrire de but, entre 1924 et 1926.
Il joue son premier match en équipe nationale le 25 mai 1924, contre la Suisse. Cette rencontre perdue sur le score de 9-0 à Vincennes entre dans le cadre des Jeux olympiques de 1924.
Il reçoit sa dernière sélection le 21 août 1926, en amical contre la Lettonie (défaite 2-3 à Kaunas).

## Palmarès
Kovas Kaunas
- Championnat de Lituanie (3) :
  - Champion : 1924, 1925 et 1926.